# Prima Categoria 1920-21
El Campeonato Italiano de Fútbol 1920-21 fue la 20.ª edición del torneo. El ganador fue el Pro Vercelli, que obtuvo su sexto scudetto.

## Liga del Norte

### Participantes
| Liguria - S.G. Andrea Doria, Génova - Genoa Cricket & F.C. - U.S. Rivarolese, Rivarolo Ligure - U.S. Sampierdarenese, Sanpierdarena - Savona F.C. - F.S. Sestrese, Sestri Ponente - S.P.E.S. F.C., Génova - Spezia F.C. Piamonte - U.S. Alessandria - Amatori Giuoco del Calcio, Turín - U.S. Biellese, Biella - Carignano F.C. - Casale F.C., Casale Monferrato - F.C. Juventus, Turín - Novara F.A. (F.A. = Fútbol Asociación) - Pastore F.C., Turín - U.S. Pro Vercelli - Torino F.C. - U.S. Torinese, Turín - U.S. Valenzana Véneto - I.C. Bentegodi, Verona - C.S. Dolo - Hellas F.C., Verona - A.C. Padova - Petrarca F.C., Padova - Schio F.C. - Treviso F.C. - A.S. Udinese, Udine - A.C. Venezia - A.C. Vicenza | Lombardía - Atalanta e Bergamasca di Ginnastica e Scherma, Bérgamo - Brescia F.C. - Casteggio Club - F.C. Chiasso (Cantón del Tesino - Suiza) - Como F.C., Como - U.S. Cremonese, Cremona - Enotria Goliardo F.C., Milán - Giovani Calciatori Legnanesi, Legnano - F.C. Internazionale, Milán - Juventus Italia F.C., Milán - F.C. Legnano - A.C. Libertas, Milán - A.C. Mantova - A.C. Monza - Milan F.C., Milán - U.S. Milanese, Milán - Nazionale Lombardia F.C., Milán (sección de fútbol de S.C. Italia) - Pavia F.C. - S.S. Pro Gorla sección fútbol Ausonia, Gorla Primo - Soc. Pro Patria et Libertate Unione Società Bustesi, Busto Arsizio - S.G.S. Pro Sesto, Sesto San Giovanni - Saronno F.C. - A.C. Stelvio, Milán - C.S. Trevigliese, Treviglio - Varese F.C. Emilia-Romaña - Bologna F.C. - G.S. Virtus Bolognese, Bolonia - A.C. Carpi - Modena F.C. - Nazionale Emilia F.C., Bolonia - Parma F.C. - Piacenza F.C. - A.C. Reggiana, Reggio Emilia - Soc.Polisportiva Ars et Labor (SPAL), Ferrara |

### Clasificación

#### Liguria

##### Posiciones
|    | Equipo          | Pts | PJ | PG | PE | PP | GF | GC | +/- | Comentarios  |
| -- | --------------- | --- | -- | -- | -- | -- | -- | -- | --- | ------------ |
| 1. | Andrea Doria    | 22  | 14 | 9  | 4  | 1  | 33 | 9  | +24 | Clasificados |
| 2. | Genoa           | 19  | 14 | 8  | 3  | 3  | 23 | 8  | +15 | Clasificados |
| 3. | Spezia          | 17  | 14 | 6  | 5  | 3  | 17 | 9  | +8  |              |
| 3. | Savona          | 17  | 14 | 6  | 5  | 3  | 15 | 12 | +3  |              |
| 5. | Sampierdarenese | 16  | 14 | 7  | 2  | 5  | 17 | 15 | +2  |              |
| 6. | S.P.E.S. Genova | 12  | 14 | 5  | 2  | 7  | 16 | 27 | -11 |              |
| 7. | Sestrese        | 9   | 14 | 2  | 5  | 7  | 11 | 23 | -12 |              |
| 8. | Rivarolese      | 0   | 14 | 0  | 0  | 14 | 3  | 32 | -29 | Descendido   |

##### Resultados
|            | A. Doria | Genoa | Rivarolese | Sampierd. | Savona | Sestrese | Spes GE | Spezia |
| ---------- | -------- | ----- | ---------- | --------- | ------ | -------- | ------- | ------ |
| A. Doria   |          | 2-0   | 3-1        | 1-0       | 2-0    | 6-1      | 3-0     | 1-1    |
| Genoa      | 2-0      |       | 2-0        | 0-1       | 2-0    | 3-0      | 5-0     | 1-0    |
| Rivarolese | 0-2      | 0-2   |            | 1-4       | 0-2    | 0-2      | 0-2     | 0-2    |
| Sampierd.  | 1-4      | 0-2   | 2-0        |           | 2-0    | 2-1      | 1-0     | 0-1    |
| Savona     | 0-0      | 2-1   | 2-0        | 2-2       |        | 1-0      | 3-1     | 1-0    |
| Sestrese   | 1-1      | 1-1   | 2-0        | 1-1       | 1-1    |          | 0-2     | 0-0    |
| Spes GE    | 1-7      | 1-1   | 2-0        | 0-1       | 1-1    | 3-1      |         | 2-0    |
| Spezia     | 1-1      | 1-1   | 3-1        | 2-0       | 0-0    | 2-0      | 4-1     |        |

#### Piamonte

##### Grupo A
Posiciones
|    | Equipo         | Pts | PJ | PG | PE | PP | GF | GC | +/- | Comentarios                    |
| -- | -------------- | --- | -- | -- | -- | -- | -- | -- | --- | ------------------------------ |
| 1. | Novara         | 16  | 10 | 7  | 2  | 1  | 31 | 8  | +23 | Clasificados                   |
| 1. | Torino         | 16  | 10 | 7  | 2  | 1  | 25 | 12 | +13 | Clasificados                   |
| 3. | U.S. Torinese  | 13  | 10 | 6  | 1  | 3  | 26 | 15 | +11 | Desempate por la clasificación |
| 4. | Juventus       | 11  | 10 | 4  | 3  | 3  | 27 | 14 | +7  |                                |
| 5. | Pastore Torino | 3   | 10 | 1  | 1  | 8  | 10 | 33 | -23 |                                |
| 6. | Carignano      | 1   | 10 | 0  | 1  | 9  | 5  | 42 | -37 | Descendido                     |

Resultados
|             | Carignano | Juventus | Novara | Pastore | Torino | US Torinese |
| ----------- | --------- | -------- | ------ | ------- | ------ | ----------- |
| Carignano   |           | 1-5      | 0-6    | 1-2     | 1-6    | 0-5         |
| Juventus    | 7-1       |          | 1-1    | 5-0     | 2-2    | 2-2         |
| Novara      | 4-0       | 3-0      |        | 2-0     | 1-1    | 2-1         |
| Pastore     | 1-1       | 0-4      | 0-6    |         | 2-4    | 1-4         |
| Torino      | 1-0       | 2-0      | 3-2    | 3-2     |        | 3-1         |
| US Torinese | 5-0       | 2-1      | 2-4    | 3-2     | 1-0    |             |

##### Grupo B
Posiciones
|    | Equipo         | Pts | PJ | PG | PE | PP | GF | GC | +/- | Comentarios                    |
| -- | -------------- | --- | -- | -- | -- | -- | -- | -- | --- | ------------------------------ |
| 1. | Alessandria    | 19  | 10 | 9  | 1  | 0  | 37 | 3  | +34 | Clasificados                   |
| 2. | Pro Vercelli   | 13  | 10 | 6  | 1  | 3  | 24 | 10 | +14 | Clasificados                   |
| 3. | Casale         | 12  | 10 | 6  | 0  | 4  | 18 | 10 | +8  | Desempate por la clasificación |
| 4. | Biellese       | 11  | 10 | 5  | 1  | 4  | 16 | 18 | -2  |                                |
| 5. | Valenzana      | 5   | 10 | 2  | 1  | 7  | 12 | 25 | -13 |                                |
| 6. | Amatori Torino | 0   | 10 | 0  | 0  | 10 | 3  | 44 | -41 | Descendido                     |

Resultados
|              | Alessandria | Amatori TO | Biellese | Casale | Pro Vercelli | Valenzana |
| ------------ | ----------- | ---------- | -------- | ------ | ------------ | --------- |
| Alessandria  |             | 13-0       | 2-0      | 3-1    | 1-0          | 5-0       |
| Amatori TO   | 0-2         |            | 0-2      | 0-5    | 1-4          | 2-4       |
| Biellese     | 1-6         | 5-0        |          | 2-1    | 2-0          | 3-1       |
| Casale       | 1-2         | 2-0        | 3-0      |        | 2-0          | 1-0       |
| Pro Vercelli | 0-0         | 4-0        | 5-1      | 2-0    |              | 6-1       |
| Valenzana    | 0-3         | 3-0        | 0-0      | 1-2    | 2-3          |           |

Desempate por la clasificación
| Equipo local | Resultado | Equipo visitante |
| ------------ | --------- | ---------------- |
| Casale       | 2-1       | U.S. Torinese    |
| Casale       | 1-1       | U.S. Torinese    |

Casale clasificado a las semifinales del Norte.

#### Lombardía

##### Grupo A
Posiciones
|    | Equipo            | Pts | PJ | PG | PE | PP | GF | GC | +/- | Comentarios |
| -- | ----------------- | --- | -- | -- | -- | -- | -- | -- | --- | ----------- |
| 1. | Internazionale    | 12  | 6  | 6  | 0  | 0  | 47 | 8  | +39 | Clasificado |
| 2. | Casteggio         | 7   | 6  | 3  | 1  | 2  | 18 | 12 | +6  |             |
| 3. | G.C. Legnanesi    | 5   | 6  | 2  | 1  | 3  | 16 | 20 | -4  |             |
| 4. | Ausonia Pro Gorla | 0   | 6  | 0  | 0  | 6  | 1  | 42 | -41 | Descendido  |

Resultados
|                | Ausonia P.G. | Casteggio | GC Legnanesi | Internazionale |
| -------------- | ------------ | --------- | ------------ | -------------- |
| Ausonia P.G.   |              | 1-2       | 0-7          | 0-14           |
| Casteggio      | 5-0          |           | 2-2          | 3-4            |
| GC Legnanesi   | 5-0          | 0-3       |              | 2-3            |
| Internazionale | 14-0         | 5-3       | 12-0         |                |

##### Grupo B
Posiciones
|    | Equipo                  | Pts | PJ | PG | PE | PP | GF | GC | +/- | Comentarios |
| -- | ----------------------- | --- | -- | -- | -- | -- | -- | -- | --- | ----------- |
| 1. | Milan                   | 11  | 6  | 5  | 1  | 0  | 21 | 5  | +16 | Clasificado |
| 2. | Pro Patria et Libertate | 8   | 6  | 4  | 0  | 2  | 10 | 10 | 0   |             |
| 3. | Cremonese               | 5   | 6  | 2  | 1  | 3  | 9  | 9  | 0   |             |
| 4. | Monza                   | 0   | 6  | 0  | 0  | 6  | 2  | 18 | -16 | Descendido  |

Resultados
|            | Cremonese | Milan | Monza | Pro Patria |
| ---------- | --------- | ----- | ----- | ---------- |
| Cremonese  |           | 1-2   | 4-0   | 1-2        |
| Milan      | 2-2       |       | 5-0   | 7-1        |
| Monza      | 0-1       | 1-4   |       | 0-2        |
| Pro Patria | 3-0       | 0-1   | 2-1   |            |

##### Grupo C
Posiciones
|    | Equipo        | Pts | PJ | PG | PE | PP | GF | GC | +/- | Comentarios               |
| -- | ------------- | --- | -- | -- | -- | -- | -- | -- | --- | ------------------------- |
| 1. | U.S. Milanese | 12  | 6  | 6  | 0  | 0  | 24 | 4  | +20 | Clasificado               |
| 2. | Pavia         | 8   | 6  | 4  | 0  | 2  | 11 | 6  | +5  |                           |
| 3. | Varese        | 2   | 6  | 1  | 0  | 5  | 4  | 14 | -10 | Desempate por el descenso |
| 3. | Pro Sesto     | 2   | 6  | 1  | 0  | 5  | 6  | 21 | -15 | Desempate por el descenso |

Resultados
|             | Pavia | Pro Sesto | US Milanese | Varese |
| ----------- | ----- | --------- | ----------- | ------ |
| Pavia       |       | 2-0       | 0-1         | 3-0    |
| Pro Sesto   | 2-3   |           | 0-2         | 1-0    |
| US Milanese | 2-1   | 12-2      |             | 3-0    |
| Varese      | 1-2   | 2-1       | 1-4         |        |

Desempate por el descenso
Jugado el 5 de diciembre de 1920 en Busto Arsizio.
| Equipo local | Resultado | Equipo visitante |
| ------------ | --------- | ---------------- |
| Pro Sesto    | 1-2       | Varese           |

Pro Sesto fue relegado a la Promoción (nivel inferior), y después renunció a todas las actividades deportivas.

##### Grupo D
Posiciones
|    | Equipo  | Pts | PJ | PG | PE | PP | GF | GC | +/- | Comentarios               |
| -- | ------- | --- | -- | -- | -- | -- | -- | -- | --- | ------------------------- |
| 1. | Legnano | 10  | 6  | 4  | 2  | 0  | 17 | 3  | +14 | Clasificado               |
| 2. | Como    | 8   | 6  | 3  | 2  | 1  | 12 | 10 | +2  |                           |
| 3. | Chiasso | 3   | 6  | 1  | 1  | 4  | 7  | 14 | -7  | Desempate por el descenso |
| 3. | Stelvio | 3   | 6  | 0  | 3  | 3  | 4  | 13 | -9  | Desempate por el descenso |

Resultados
|         | Chiasso | Como | Legnano | Stelvio |
| ------- | ------- | ---- | ------- | ------- |
| Chiasso |         | 0-3  | 0-4     | 3-0     |
| Como    | 3-2     |      | 1-1     | 3-0     |
| Legnano | 3-1     | 5-0  |         | 3-0     |
| Stelvio | 1-1     | 2-2  | 1-1     |         |

Desempate por el descenso
Jugado el 5 de diciembre de 1920 en Saronno.
| Equipo local | Resultado | Equipo visitante |
| ------------ | --------- | ---------------- |
| Chiasso      | 2-0       | Stelvio          |

El partido se volvió a jugar por irregularidades:
Jugado el 19 de diciembre de 1920 en Saronno.
| Equipo local | Resultado | Equipo visitante |
| ------------ | --------- | ---------------- |
| Chiasso      | 1-0       | Stelvio          |

Stelvio fue relegado a la Promoción (nivel inferior).

##### Grupo E
Posiciones
|    | Equipo          | Pts | PJ | PG | PE | PP | GF | GC | +/- | Comentarios |
| -- | --------------- | --- | -- | -- | -- | -- | -- | -- | --- | ----------- |
| 1. | Saronno         | 9   | 6  | 4  | 1  | 1  | 12 | 7  | +5  | Clasificado |
| 2. | Libertas Milano | 6   | 6  | 2  | 2  | 2  | 12 | 9  | +3  |             |
| 2. | Brescia         | 6   | 6  | 2  | 2  | 2  | 10 | 9  | +1  |             |
| 4. | Atalanta        | 3   | 6  | 1  | 1  | 4  | 6  | 15 | -9  | Descendido  |

Resultados
|             | Atalanta | Brescia | Libertas MI | Saronno |
| ----------- | -------- | ------- | ----------- | ------- |
| Atalanta    |          | 1-1     | 1-0         | 1-2     |
| Brescia     | 3-2      |         | 1-1         | 3-1     |
| Libertas MI | 7-1      | 2-1     |             | 1-4     |
| Saronno     | 2-0      | 2-1     | 1-1         |         |

##### Grupo F
Posiciones
|    | Equipo              | Pts | PJ | PG | PE | PP | GF | GC | +/- | Comentarios |
| -- | ------------------- | --- | -- | -- | -- | -- | -- | -- | --- | ----------- |
| 1. | Trevigliese         | 10  | 6  | 5  | 0  | 1  | 13 | 7  | +6  | Clasificado |
| 2. | Juventus Italia     | 8   | 6  | 4  | 0  | 2  | 16 | 9  | +7  |             |
| 3. | Nazionale Lombardia | 4   | 6  | 2  | 0  | 4  | 11 | 20 | -9  |             |
| 4. | Enotria Goliardo    | 2   | 6  | 1  | 0  | 5  | 12 | 16 | -4  | Descendido  |

Resultados
|                | Enotria | Juv. Italia | Naz. Lombardia | Trevigliese |
| -------------- | ------- | ----------- | -------------- | ----------- |
| Enotria        |         | 0-1         | 2-3            | 1-2         |
| Juv. Italia    | 4-2     |             | 7-0            | 2-1         |
| Naz. Lombardia | 3-6     | 3-1         |                | 2-3         |
| Trevigliese    | 3-1     | 3-1         | 1-0            |             |

##### Ronda final
Posiciones
|    | Equipo         | Pts | PJ | PG | PE | PP | GF | GC | +/- | Comentarios  |
| -- | -------------- | --- | -- | -- | -- | -- | -- | -- | --- | ------------ |
| 1. | Legnano        | 17  | 10 | 8  | 1  | 1  | 22 | 9  | +13 | Clasificados |
| 2. | Internazionale | 16  | 10 | 6  | 4  | 0  | 26 | 8  | +16 | Clasificados |
| 3. | U.S. Milanese  | 11  | 10 | 5  | 1  | 4  | 15 | 14 | +1  | Clasificados |
| 4. | Milan          | 8   | 10 | 3  | 2  | 5  | 14 | 11 | +3  | Clasificados |
| 5. | Saronno        | 6   | 10 | 3  | 0  | 7  | 14 | 30 | -16 |              |
| 6. | Trevigliese    | 2   | 10 | 1  | 0  | 9  | 9  | 28 | -19 |              |

Resultados
|                | Internazionale | Legnano | Milan | Saronno | Trevigliese | US Milanese |
| -------------- | -------------- | ------- | ----- | ------- | ----------- | ----------- |
| Internazionale |                | 4-1     | 0-0   | 5-1     | 4-0         | 2-1         |
| Legnano        | 1-1            |         | 1-0   | 4-1     | 6-2         | 4-0         |
| Milan          | 1-1            | 1-2     |       | 2-3     | 1-0         | 0-1         |
| Saronno        | 0-4            | 0-1     | 1-7   |         | 5-1         | 0-2         |
| Trevigliese    | 1-3            | 0-1     | 1-2   | 2-0     |             | 1-2         |
| US Milanese    | 2-2            | 0-1     | 1-0   | 2-3     | 4-1         |             |

#### Véneto

##### Grupo A
Posiciones
|    | Equipo           | Pts | PJ | PG | PE | PP | GF | GC | +/- | Comentarios  |
| -- | ---------------- | --- | -- | -- | -- | -- | -- | -- | --- | ------------ |
| 1. | Petrarca Padova  | 13  | 8  | 5  | 3  | 0  | 21 | 5  | +16 | Clasificados |
| 2. | Bentegodi Verona | 12  | 8  | 5  | 2  | 1  | 20 | 9  | +11 | Clasificados |
| 3. | Venezia          | 9   | 8  | 3  | 3  | 2  | 12 | 7  | +5  |              |
| 4. | Udinese          | 5   | 8  | 1  | 3  | 4  | 10 | 20 | -10 |              |
| 5. | Treviso          | 1   | 8  | 0  | 1  | 7  | 5  | 27 | -22 |              |

Resultados
|           | Bentegodi | Petrarca | Treviso | Udinese | Venezia |
| --------- | --------- | -------- | ------- | ------- | ------- |
| Bentegodi |           | 2-2      | 2-1     | 5-0     | 1-1     |
| Petrarca  | 3-1       |          | 6-0     | 4-0     | 1-1     |
| Treviso   | 1-6       | 0-2      |         | 2-5     | 0-2     |
| Udinese   | 1-2       | 1-1      | 1-1     |         | 1-1     |
| Venezia   | 0-1       | 0-2      | 3-0     | 4-1     |         |

##### Grupo B
Posiciones
|    | Equipo        | Pts | PJ | PG | PE | PP | GF | GC | +/- | Comentarios  |
| -- | ------------- | --- | -- | -- | -- | -- | -- | -- | --- | ------------ |
| 1. | Hellas Verona | 13  | 8  | 6  | 1  | 1  | 19 | 7  | +12 | Clasificados |
| 2. | Padova        | 12  | 8  | 5  | 2  | 1  | 19 | 8  | +11 | Clasificados |
| 3. | Vicenza       | 10  | 8  | 4  | 2  | 2  | 11 | 8  | +3  |              |
| 4. | Schio         | 4   | 8  | 1  | 2  | 5  | 8  | 15 | -7  |              |
| 5. | Dolo          | 1   | 8  | 0  | 1  | 7  | 8  | 27 | -19 |              |

Resultados
|         | Dolo | Verona | Padova | Schio | Vicenza |
| ------- | ---- | ------ | ------ | ----- | ------- |
| Dolo    |      | 3-4    | 1-5    | 0-0   | 1-2     |
| Verona  | 6-0  |        | 1-1    | 4-1   | 1-0     |
| Padova  | 3-2  | 2-0    |        | 4-0   | 1-2     |
| Schio   | 5-0  | 0-1    | 1-2    |       | 0-0     |
| Vicenza | 2-1  | 0-2    | 1-1    | 4-1   |         |

##### Ronda final
Posiciones
|    | Equipo           | Pts | PJ | PG | PE | PP | GF | GC | +/- | Comentarios  |
| -- | ---------------- | --- | -- | -- | -- | -- | -- | -- | --- | ------------ |
| 1. | Padova           | 8   | 6  | 3  | 2  | 1  | 10 | 5  | +5  | Clasificados |
| 2. | Bentegodi Verona | 7   | 6  | 2  | 3  | 1  | 12 | 9  | +3  | Clasificados |
| 3. | Hellas Verona    | 6   | 6  | 2  | 2  | 2  | 7  | 9  | -2  |              |
| 4. | Petrarca Padova  | 3   | 6  | 1  | 1  | 4  | 9  | 15 | -6  |              |

Resultados
|           | Bentegodi | Verona | Padova | Petrarca |
| --------- | --------- | ------ | ------ | -------- |
| Bentegodi |           | 1-1    | 2-2    | 4-4      |
| Verona    | 2-1       |        | 0-0    | 3-2      |
| Padova    | 0-2       | 2-1    |        | 3-0      |
| Petrarca  | 0-2       | 3-0    | 0-3    |          |

#### Emilia-Romaña

##### Grupo A
Posiciones
|    | Equipo   | Pts | PJ | PG | PE | PP | GF | GC | +/- | Comentarios                    |
| -- | -------- | --- | -- | -- | -- | -- | -- | -- | --- | ------------------------------ |
| 1. | Modena   | 13  | 8  | 6  | 1  | 1  | 28 | 7  | +21 | Clasificado                    |
| 2. | Parma    | 11  | 8  | 5  | 1  | 2  | 27 | 13 | +14 | Desempate por la clasificación |
| 3. | Piacenza | 9   | 8  | 3  | 3  | 2  | 19 | 18 | +1  |                                |
| 4. | Reggiana | 4   | 8  | 1  | 2  | 5  | 7  | 29 | -22 |                                |
| 5. | Carpi    | 3   | 8  | 1  | 1  | 6  | 14 | 28 | -14 | Descendido                     |

Resultados
|          | Carpi | Modena | Parma | Piacenza | Reggiana |
| -------- | ----- | ------ | ----- | -------- | -------- |
| Carpi    |       | 1-2    | 1-3   | 1-6      | 7-0      |
| Modena   | 6-0   |        | 3-0   | 3-0      | 6-0      |
| Parma    | 6-0   | 4-1    |       | 4-1      | 5-1      |
| Piacenza | 4-3   | 2-2    | 3-3   |          | 2-1      |
| Reggiana | 1-1   | 0-5    | 3-2   | 1-1      |          |

##### Grupo B
Posiciones
|    | Equipo                | Pts | PJ | PG | PE | PP | GF | GC | +/- | Comentarios                    |
| -- | --------------------- | --- | -- | -- | -- | -- | -- | -- | --- | ------------------------------ |
| 1. | Bologna               | 15  | 8  | 7  | 1  | 0  | 25 | 5  | +20 | Clasificado                    |
| 2. | Mantova               | 10  | 8  | 4  | 2  | 2  | 13 | 8  | +5  | Desempate por la clasificación |
| 3. | SPAL                  | 7   | 8  | 2  | 3  | 3  | 6  | 14 | -8  |                                |
| 4. | Virtus G.S. Bolognese | 5   | 8  | 2  | 1  | 5  | 8  | 15 | -7  |                                |
| 5. | Nazionale Emilia      | 3   | 8  | 1  | 1  | 6  | 6  | 16 | -10 | Descendido                     |

Resultados
|             | Bologna | Mantova | Naz. Emilia | SPAL | Virtus BO |
| ----------- | ------- | ------- | ----------- | ---- | --------- |
| Bologna     |         | 2-1     | 4-1         | 6-0  | 2-1       |
| Mantova     | 1-1     |         | 1-0         | 1-1  | 4-1       |
| Naz. Emilia | 1-4     | 2-0     |             | 1-1  | 1-3       |
| SPAL        | 0-3     | 0-2     | 2-0         |      | 1-0       |
| Virtus BO   | 0-3     | 1-3     | 1-0         | 1-1  |           |

Desempate por la clasificación
Jugado el 2 y  20 de febrero de 1921.
| Equipo local | Resultado | Equipo visitante |
| ------------ | --------- | ---------------- |
| Parma        | 0-1       | Mantova          |
| Mantova      | 4-0       | Parma            |

Mantova clasificado a las semifinales del Norte.

##### Final regional
| Equipo local | Resultado | Equipo visitante |
| ------------ | --------- | ---------------- |
| Bologna      | 10-1      | Modena           |
| Modena       | 1-0       | Bologna          |
| Bologna      | 1-0       | Modena           |

Bologna se consagró campeón de la región de Emilia-Romaña.

### Semifinales

#### Grupo A

##### Posiciones
|    | Equipo  | Pts | PJ | PG | PE | PP | GF | GC | +/- | Comentarios |
| -- | ------- | --- | -- | -- | -- | -- | -- | -- | --- | ----------- |
| 1. | Bologna | 10  | 6  | 4  | 2  | 0  | 13 | 4  | +9  | Clasificado |
| 2. | Genoa   | 7   | 6  | 2  | 3  | 1  | 10 | 9  | +1  |             |
| 3. | Novara  | 6   | 6  | 2  | 2  | 2  | 7  | 7  | 0   |             |
| 4. | Milan   | 1   | 6  | 0  | 1  | 5  | 8  | 18 | -10 |             |

##### Resultados
|         | Bologna | Genoa | Milan | Novara |
| ------- | ------- | ----- | ----- | ------ |
| Bologna |         | 1-1   | 2-0   | 3-1    |
| Genoa   | 1-2     |       | 4-3   | 1-1    |
| Milan   | 1-5     | 2-2   |       | 2-3    |
| Novara  | 0-0     | 0-1   | 2-0   |        |

#### Grupo B

##### Posiciones
|    | Equipo        | Pts | PJ | PG | PE | PP | GF | GC | +/- | Comentarios                    |
| -- | ------------- | --- | -- | -- | -- | -- | -- | -- | --- | ------------------------------ |
| 1. | Alessandria   | 8   | 6  | 4  | 0  | 2  | 17 | 5  | +12 | Desempate por la clasificación |
| 1. | Modena        | 8   | 6  | 4  | 0  | 2  | 7  | 8  | -1  | Desempate por la clasificación |
| 3. | Andrea Doria  | 6   | 6  | 3  | 0  | 3  | 6  | 5  | +1  |                                |
| 4. | U.S. Milanese | 2   | 6  | 1  | 0  | 5  | 4  | 16 | -12 |                                |

##### Resultados
|             | Alessandria | A. Doria | Modena | US Milanese |
| ----------- | ----------- | -------- | ------ | ----------- |
| Alessandria |             | 2-1      | 5-1    | 8-0         |
| A. Doria    | 1-0         |          | 2-0    | 2-1         |
| Modena      | 1-0         | 1-0      |        | 2-1         |
| US Milanese | 1-2         | 1-0      | 0-2    |             |

##### Desempate por la clasificación
Jugado el 3 de julio de 1921 en Milán.
| Equipo local | Resultado | Equipo visitante |
| ------------ | --------- | ---------------- |
| Alessandria  | 4-0       | Modena           |

Alessandria se clasificó a la fase final.

#### Grupo C

##### Posiciones
|    | Equipo  | Pts | PJ | PG | PE | PP | GF | GC | +/- | Comentarios                    |
| -- | ------- | --- | -- | -- | -- | -- | -- | -- | --- | ------------------------------ |
| 1. | Torino  | 8   | 6  | 4  | 0  | 2  | 13 | 10 | +3  | Desempate por la clasificación |
| 1. | Legnano | 8   | 6  | 4  | 0  | 2  | 10 | 8  | +2  | Desempate por la clasificación |
| 3. | Padova  | 4   | 6  | 2  | 0  | 4  | 9  | 10 | -1  |                                |
| 3. | Mantova | 4   | 6  | 2  | 0  | 4  | 7  | 11 | -4  |                                |

##### Resultados
|         | Legnano | Mantova | Padova | Torino |
| ------- | ------- | ------- | ------ | ------ |
| Legnano |         | 3-0     | 2-0    | 3-2    |
| Mantova | 2-0     |         | 3-2    | 1-3    |
| Padova  | 0-1     | 2-1     |        | 4-1    |
| Torino  | 4-1     | 1-0     | 2-1    |        |

##### Desempate por la clasificación
Jugado el 26 de junio de 1921 en Vercelli.
| Equipo local | Resultado | Equipo visitante |
| ------------ | --------- | ---------------- |
| Legnano      | 1-1       | Torino           |

Estaba previsto un partido desempate, pero tanto el Legnano como el Torino se retiraron del campeonato.

#### Grupo D

##### Posiciones
|    | Equipo           | Pts | PJ | PG | PE | PP | GF | GC | +/- | Comentarios |
| -- | ---------------- | --- | -- | -- | -- | -- | -- | -- | --- | ----------- |
| 1. | Pro Vercelli     | 10  | 6  | 5  | 0  | 1  | 13 | 4  | +9  | Clasificado |
| 2. | U.S. Torinese    | 9   | 6  | 4  | 1  | 1  | 14 | 6  | +8  |             |
| 3. | Internazionale   | 3   | 6  | 1  | 1  | 4  | 8  | 13 | -5  |             |
| 4. | Bentegodi Verona | 2   | 6  | 1  | 0  | 5  | 4  | 16 | -12 |             |

##### Resultados
|                | Bentegodi | Internazionale | Pro Vercelli | US Torinese |
| -------------- | --------- | -------------- | ------------ | ----------- |
| Bentegodi      |           | 2-0            | 1-4          | 0-1         |
| Internazionale | 4-1       |                | 0-2          | 4-4         |
| Pro Vercelli   | 3-0       | 2-0            |              | 2-0         |
| US Torinese    | 4-0       | 2-0            | 3-0          |             |

### Fase final

#### Primera ronda
Jugado el 10 de julio de 1921 en Turín.
| Equipo local | Resultado | Equipo visitante |
| ------------ | --------- | ---------------- |
| Alessandria  | 0-4       | Pro Vercelli     |

Bologna se clasificó directamente a la segunda ronda porque tanto el Legnano como el Torino se retiraron del campeonato.

#### Segunda ronda
Jugado el 17 de julio de 1921 en Livorno.
| Equipo local | Resultado | Equipo visitante |
| ------------ | --------- | ---------------- |
| Bologna      | 1-2       | Pro Vercelli     |

Pro Vercelli se clasificó a la Final Nacional.

## Liga del Sur

### Clasificación

#### Toscana

##### Posiciones
|    | Equipo              | Pts | PJ | PG | PE | PP | GF | GC | +/- | Comentarios  |
| -- | ------------------- | --- | -- | -- | -- | -- | -- | -- | --- | ------------ |
| 1. | Pisa                | 25  | 14 | 12 | 1  | 1  | 40 | 11 | +19 | Clasificados |
| 2. | Livorno             | 24  | 14 | 11 | 2  | 1  | 50 | 11 | +39 | Clasificados |
| 3. | Lucchese            | 17  | 14 | 8  | 2  | 4  | 31 | 20 | +11 |              |
| 4. | Prato               | 13  | 14 | 7  | 0  | 7  | 21 | 22 | -1  |              |
| 5. | Firenze             | 11  | 14 | 4  | 3  | 7  | 16 | 26 | -10 |              |
| 6. | Libertas Firenze    | 10  | 14 | 4  | 2  | 8  | 19 | 20 | -1  |              |
| 7. | Viareggio           | 5   | 14 | 1  | 3  | 10 | 21 | 48 | -27 |              |
| 7. | Giovanni Gerbi Pisa | 5   | 14 | 1  | 3  | 10 | 10 | 50 | -40 |              |

##### Resultados
|             | Firenze | Gerbi Pisa | Libertas FI | Livorno | Lucchese | Pisa | Prato | Viareggio |
| ----------- | ------- | ---------- | ----------- | ------- | -------- | ---- | ----- | --------- |
| Firenze     |         | 1-1        | 1-0         | 0-5     | 2-0      | 1-5  | 0-2   | 4-2       |
| Gerbi Pisa  | 0-3     |            | 3-0         | 0-5     | 2-2      | 1-4  | 1-2   | 1-1       |
| Libertas FI | 0-0     | 8-0        |             | 2-4     | 0-1      | 2-4  | 2-0   | 0-0       |
| Livorno     | 3-0     | 11-0       | 3-0         |         | 2-2      | 0-0  | 2-0   | 7-2       |
| Lucchese    | 2-0     | 3-0        | 1-0         | 0-3     |          | 2-5  | 3-2   | 11-1      |
| Pisa        | 3-2     | 4-0        | 2-0         | 3-0     | 3-0      |      | 2-0   | 2-0       |
| Prato       | 1-0     | 3-0        | 0-2         | 0-1     | 0-2      | 2-1  |       | 5-3       |
| Viareggio   | 2-2     | 3-1        | 1-3         | 2-4     | 0-2      | 1-2  | 3-4   |           |

#### Lacio

##### Posiciones
|    | Equipo         | Pts | PJ | PG | PE | PP | GF | GC | +/- | Comentarios  |
| -- | -------------- | --- | -- | -- | -- | -- | -- | -- | --- | ------------ |
| 1. | Fortitudo Roma | 27  | 14 | 13 | 1  | 0  | 58 | 8  | +50 | Clasificados |
| 2. | Lazio          | 22  | 14 | 10 | 2  | 2  | 45 | 12 | +33 | Clasificados |
| 3. | Juventus Audax | 17  | 14 | 8  | 1  | 5  | 41 | 18 | +23 |              |
| 4. | Pro Roma       | 14  | 14 | 6  | 2  | 6  | 25 | 37 | -12 |              |
| 5. | Audace Roma    | 11  | 14 | 5  | 1  | 8  | 30 | 34 | -4  |              |
| 6. | U.S. Romana    | 10  | 14 | 5  | 0  | 9  | 23 | 35 | -12 |              |
| 7. | Vittoria Roma  | 7   | 14 | 2  | 3  | 9  | 12 | 44 | -32 |              |
| 8. | Roman          | 4   | 14 | 1  | 2  | 11 | 13 | 59 | -46 |              |

##### Resultados
|             | Audace | Fortitudo | Juv. Audax | Lazio | Pro Roma | Roman | US Romana | Vittoria RM |
| ----------- | ------ | --------- | ---------- | ----- | -------- | ----- | --------- | ----------- |
| Audace      |        | 1-4       | 1-2        | 0-9   | 1-2      | 3-0   | 4-0       | 5-0         |
| Fortitudo   | 6-3    |           | 3-0        | 1-1   | 4-2      | 11-0  | 4-0       | 4-0         |
| Juv. Audax  | 2-2    | 1-3       |            | 3-0   | 8-1      | 9-0   | 6-2       | 1-2         |
| Lazio       | 2-0    | 0-1       | 2-0        |       | 4-0      | 6-0   | 2-1       | 6-1         |
| Pro Roma    | 4-1    | 0-6       | 1-0        | 2-5   |          | 4-0   | 1-2       | 2-1         |
| Roman       | 1-6    | 0-1       | 1-2        | 1-5   | 3-3      |       | 1-2       | 1-1         |
| US Romana   | 0-2    | 0-5       | 0-5        | 1-2   | 1-2      | 3-1   |           | 6-0         |
| Vittoria RM | 2-2    | 3-1       | 1-3        | 2-4   | 0-2      | 1-2   | 3-4       |             |

#### Campania

##### Grupo A
Posiciones
|    | Equipo      | Pts | PJ | PG | PE | PP | GF | GC | +/- | Comentarios  |
| -- | ----------- | --- | -- | -- | -- | -- | -- | -- | --- | ------------ |
| 1. | Puteolana   | 11  | 6  | 5  | 1  | 0  | 17 | 4  | +13 | Clasificados |
| 2. | Naples      | 8   | 6  | 4  | 0  | 2  | 18 | 8  | +10 | Clasificados |
| 3. | Savoia      | 5   | 6  | 2  | 1  | 3  | 8  | 21 | -13 |              |
| 4. | Salernitana | 0   | 6  | 0  | 0  | 6  | 1  | 11 | -10 |              |

Resultados
|             | Naples | Puteolana | Salernitana | Savoia |
| ----------- | ------ | --------- | ----------- | ------ |
| Naples      |        | 1-2       | 2-0         | 4-2    |
| Puteolana   | 3-1    |           | 2-1         | 7-0    |
| Salernitana | 0-1    | 0-2       |             | 0-2    |
| Savoia      | 1-9    | 1-1       | 2-0         |        |

##### Grupo B
Posiciones
|    | Equipo                | Pts | PJ | PG | PE | PP | GF | GC | +/- | Comentarios  |
| -- | --------------------- | --- | -- | -- | -- | -- | -- | -- | --- | ------------ |
| 1. | Internazionale Napoli | 9   | 6  | 4  | 1  | 1  | 13 | 5  | +8  | Clasificados |
| 1. | Bagnolese             | 9   | 6  | 4  | 1  | 1  | 13 | 6  | +7  | Clasificados |
| 3. | Pro Napoli            | 6   | 6  | 3  | 0  | 3  | 10 | 6  | +4  |              |
| 4. | Audacia Napoli        | 0   | 6  | 0  | 0  | 6  | 3  | 22 | -19 |              |

Resultados
|               | Audacia NA | Bagnolese | Inter. Napoli | Pro Napoli |
| ------------- | ---------- | --------- | ------------- | ---------- |
| Audacia NA    |            | 0-3       | 0-6           | 1-4        |
| Bagnolese     | 4-1        |           | 1-1           | 2-0        |
| Inter. Napoli | 2-1        | 3-1       |               | 0-2        |
| Pro Napoli    | 3-0        | 1-2       | 0-1           |            |

##### Ronda final
Posiciones
|    | Equipo                | Pts | PJ | PG | PE | PP | GF | GC | +/- | Comentarios  |
| -- | --------------------- | --- | -- | -- | -- | -- | -- | -- | --- | ------------ |
| 1. | Naples                | 7   | 6  | 5  | 0  | 1  | 11 | 6  | +5  | Clasificados |
| 2. | Bagnolese             | 6   | 6  | 3  | 0  | 3  | 7  | 5  | +2  | Clasificados |
| 3. | Internazionale Napoli | 1   | 6  | 0  | 1  | 5  | 2  | 10 | -8  |              |
| 4. | Puteolana             | 10  | 6  | 5  | 0  | 1  | 11 | 6  | +5  |              |

Resultados
|               | Bagnolese | Inter. Napoli | Naples | Puteolana |
| ------------- | --------- | ------------- | ------ | --------- |
| Bagnolese     |           | 1-0           | 2-0    | 1-2       |
| Inter. Napoli | 0-2       |               | 1-2    | 1-3       |
| Naples        | 2-1       | 0-0           |        | 2-0       |
| Puteolana     | 1-0       | 2-0           | 3-2    |           |

### Semifinales

#### Grupo A

##### Posiciones
|    | Equipo  | Pts | PJ | PG | PE | PP | GF | GC | +/- | Comentarios |
| -- | ------- | --- | -- | -- | -- | -- | -- | -- | --- | ----------- |
| 1. | Livorno | 8   | 4  | 4  | 0  | 0  | 13 | 4  | +9  | Clasificado |
| 2. | Naples  | 3   | 4  | 1  | 1  | 2  | 11 | 13 | -2  |             |
| 3. | Lazio   | 1   | 4  | 0  | 1  | 3  | 7  | 14 | -7  |             |

##### Resultados
|         | Lazio | Livorno | Naples |
| ------- | ----- | ------- | ------ |
| Lazio   |       | 1-2     | 4-4    |
| Livorno | 4-0   |         | 5-2    |
| Naples  | 4-2   | 1-2     |        |

#### Grupo B

##### Posiciones
|    | Equipo         | Pts | PJ | PG | PE | PP | GF | GC | +/- | Comentarios |
| -- | -------------- | --- | -- | -- | -- | -- | -- | -- | --- | ----------- |
| 1. | Pisa           | 7   | 4  | 3  | 1  | 0  | 13 | 2  | +11 | Clasificado |
| 2. | Fortitudo Roma | 5   | 4  | 2  | 1  | 1  | 11 | 3  | +8  |             |
| 3. | Bagnolese      | 0   | 4  | 0  | 0  | 4  | 2  | 21 | -19 |             |

##### Resultados
|           | Bagnolese | Fortitudo | Pisa |
| --------- | --------- | --------- | ---- |
| Bagnolese |           | 1-3       | 0-3  |
| Fortitudo | 7-0       |           | 1-2  |
| Pisa      | 8-1       | 0-0       |      |

### Fase final
Jugado el 3 de julio de 1921 en Bolonia.
| Equipo local | Resultado | Equipo visitante |
| ------------ | --------- | ---------------- |
| Livorno      | 0-1       | Pisa             |

Pisa se clasificó a la Final Nacional.

## Final Nacional
Jugado en 24 de julio de 1921 en Turín.
| Equipo local | Resultado | Equipo visitante |
| ------------ | --------- | ---------------- |
| Pisa         | 1-2       | Pro Vercelli     |

Pro Vercelli se consagra campeón del Campeonato Italiano de Fútbol.
|              |
| Campeón      |
| Pro Vercelli |
| 6º título    |

## Equipo campeón
El equipo del Pro Vercelli campeón de Italia 1921:
- Mario Curti
- Virginio Rosetta
- Piero Bossola IV
- Guido Ara
- Giuseppe Parodi
- Antonio Perino
- Ugo Ceria
- Mario Ardissone II
- Arturo Gay I
- Alessandro Rampini II
- Francesco Borrello